# Sangemarmar Sar
Sangemarmar Sar (o Sangemar Mar, Sang-i-Marmar, Sangemarmur) és un pic piramidal a les muntanyes Batura Muztagh, pertanyent a la gran serralada del Karakoram, al final d'una cresta en forma de espolón que corre cap al sud-oest de Pasu Sar a Pakistan. Es troba entre la glacera Muchuhar, a l'oest, i la glacera Shispare (o Hasanabad) a l'est.

## Característiques més importants
A causa que és molt més baix en elevació que molts dels pics dels voltants, com el Batura Sar i el Rakaposhi, el Sangemarmar Sar és poc conegut, i no hi ha hagut una sola pujada encertada del pic, d'acord amb l'Índex de l'Himàlaia. No obstant això, a causa de la seva ubicació en el flanc sud de la cresta principal de la gamma, relativament prop de la vall de Hunza, no gaudeix d'un gran relleu vertical sobre el terreny local. Per exemple, el seu cim s'eleva a més de 5.000 metres sobre el riu Hunza, en una distància horitzontal de 15 quilòmetres. Tota la subcordillera es troba en el districte de Gilgit de Gilgit-Baltistan (abans, Territoris del Nord) de Pakistan.

## Ascensions
La muntanya va ser nomenada com «Sangemarmur», que significa «de marbre», després es veiés una banda visible de marbre groc que creua el cim el 1964 pel primer canadenc de l'Expedició Himàlaia, que comprenia un equip format per Fred Roots (líder), Donald Lyon, John Ricker, Lisle Irwin, Donald Poole, Hermann Jamek, Momin Khalifa i Karl Tomm. Tenien la intenció de localitzar i pujar el Hachindar Chhish, el nom d'un pic a uns pocs quilòmetres a l'oest del Sangemarmar Sar; no obstant això aquest pic va resultar massa difícil i tècnic per a l'intent d'aquest equip. L'expedició va arribar a 6.300 metres (20.700 peus), però després es va veure obligada a retirar-se per fortes tempestes de neu repetides.
L'11 de juliol de 1984, un equip de la Universitat d'Osaka va fer la primera ascensió de la muntanya a través de l'aresta sud-oest. L'expedició estaba composta per Takashi Matsuo (líder), Hiromi Okuyama, Takehiro Hirota, Tòquio Kozuki, Masaya Oishi, Toru Sakakibara, Kenya Sato, Shinichi Miyata, Tomoyoshi Mizukawa, Hiroyuki Onishi, i Akira Noguchi. Tots els membres van arribar al cim, en dos dies separats. Es van trobar amb gel fins a 50 graus. Van utilitzar tres campaments d'altura, i es van fixar 3.000 metres (10.000 peus) de corda.